# Joakim Aune
Joakim Larsen Aune (* 10. August 1993) ist ein ehemaliger norwegischer Skispringer.

## Werdegang
Joakim Aune debütierte am 15. und 16. Dezember 2012 in Winterberg im FIS Cup, wo er die Plätze 19 und 6 belegte. Nach diesem Debüt dauerte er jedoch fast zwei Jahre, bevor er den nächsten Wettbewerb bestritt. Am 27. September 2014 debütierte Aune in Trondheim im Continental Cup und erreichte dort Platz 35. Seitdem folgen regelmäßig weitere Teilnahmen an der Wettkampfserie. Seine besten Platzierungen im Continental Cup bisher erreichte er bei den Wettbewerben in Engelberg am 27. und 28. Dezember, wo er einmal den zweiten und einmal den dritten Platz belegte. Dies waren gleichzeitig auch seine ersten Podestplätze im Continental Cup.
Im März 2017 debütierte Joakim Aune im Rahmen der Raw Air 2017 in Oslo im Skisprung-Weltcup, wo er im Einzelwettbewerb den 21. Platz belegte und damit direkt seine ersten Weltcuppunkte sammelte.
Am 16. August 2019 gewann Aune das Continental-Cup-Springen in Frenštát pod Radhoštěm. Im November 2020 wurde sein Karriereende bekannt.

## Erfolge

### Continental-Cup-Siege im Einzel
| Nr. | Datum           | Ort                    | Typ           |
| --- | --------------- | ---------------------- | ------------- |
| 1.  | 16. August 2019 | Frenštát pod Radhoštěm | Normalschanze |

## Statistik

### Weltcup-Platzierungen
| Saison  | Platz | Punkte |
| ------- | ----- | ------ |
| 2016/17 | 52.   | 023    |

### Grand-Prix-Platzierungen
| Saison | Platz | Punkte |
| ------ | ----- | ------ |
| 2019   | 043.  | 035    |

### Continental-Cup-Platzierungen
| Saison  | Platz | Punkte |
| ------- | ----- | ------ |
| 2015/16 | 88.   | 024    |
| 2016/17 | 08.   | 612    |
| 2017/18 | 45.   | 208    |
| 2018/19 | 35.   | 274    |
| 2019/20 | 30.   | 297    |